# Grimorijum
Grimorijum, takođe i Grimoar, (fr. grimoire) ili savremen naziv Knjiga Senki, je tekstualni priručnik Magije. Ovakvi priručnici su poznati širom Evrope još od Srednjeg Veka.
Grimorijumi sadrže uputstva kako da napravite Magijske predmete, poput Talismana i Magijskog Kruga, kako da uradite Magijske Čini, kako da prizovete Anđele i demone, daju njihova imena i karakteristike, nabrajaju Čini za ljubav, ozdravljenje, uništenje neprijatelja, bogatstvo, bacanje uroka i slično. Za mnoge takve knjige i rukopise se verovalo kako i same imaju Magijska svojstva.
Većina grimorijuma su apokrifni spisi koji su autorstvo pridavali znamenitim istorijskim osobama da bi delima dali autoritet i značaj.

## Etimologija
Reč "Grimorijum" ili "Grimoar" vuče svoje poreklo iz starofrancuske reči grammaire koja proizlazi od grčkog "grammatikos" u značenju pisana reč. Taj izraz je počeo da se primenjuje u Srednjem Veku za sve necrkvene knjige, koje su - kao takve - bile osumnjičene kao knjige Magije. Sa vremenom, izraz se lokalizovao isključivo na ona dela koja su stvarno sadržavala tekstove o Magiji i Okultizmu.

## Istorija

### Stari vek
Najstariji Magijski tekstovi su pronađeni tokom arheoloških iskopavanja u Starom Egiptu i na glinenim pločicama iz Asurbanipalove knjižnice iz 7. veka pre nove ere, i zapisi rituala i prizivanja iz sumerskog grada Uruka, koji datiraju iz 5. i 4. veka pre nove ere
Jevreji su, takođe, imali razvijenu Okultnu tradiciju. Prema biblijskoj tradiciji, autorstvo nad Okultnim tekstovima pripisivano je još od antike jevrejskim patrijarsima i prorocima poput Enoha (Knjiga Enohova), Mojsija ( Knjige Mojsijeve) i Solomona (Clavicula Salomonis, Solomonov Ključ iz 1.-3. veka i drugima).
U vreme Helenizma, uticaj jevrejske Magije se proširio i na Egipat, gde se isprepleo sa egipatskom Magijom. O tome govore grčko-egipatski Magijski papirusi pronađeni u 19. veku na području nekadašnjeg helenističkog Egipta.
Priznavanje Hrišćanstva, kao jedine službene religije u Rimskom Carstvu, potisnulo je stara verovanja koja su, pri tome, žigosana kao paganska i neprimerena za hrišćane.

### Srednji vek
Prvi evropski grimorijumi su nastajali u Srednjem Veku, ali u njima se očitava i starija hermetička tradicija, zasnovana na antičkim tradicijama i jevrejskom misticizmu. Širenje ezoterične misli na evropski kontinent započelo je preko pirinejskog poluostrva sa pojavom arapskih i jevrejskih Magijskih tekstova.
Najpoznatiji grimorijumi u razdoblju Srednjeg Veka su bili:
- Pikatriks, 12. vek
- Sefer Raziel, 13. vek
- Knjiga Pape Honorijusa (Liber Juratus), 13. vek
- Mojsijev Mač (Harba de-Mosha), 14. vek
- Knjige Svete Magije Abra-Melina Maga, 1458.
- Heptameron seu Elementa magica, 1496.

### Renesansa i barok
Prodorom novoplatonističke ezoterije sa Istoka, padom Carigrada 1453. godine, nastaju brojni Magijski rukopisi koji autorstvo, u glavnom, pripisuju kralju Solomonu. U razdoblju delovanja Inkvizicije i lova na Veštice, mnogi grimorijumi su završili na "Indeksu Zabranjenih Knjiga" (Index Librorum Prohibitorum).
Najvažniji Magijski tekstovi razdoblja renesanse i baroka jesu:
- Ključ Kralja Solomona, 15. vek
- Tri Knjige Okultne Filozofije (De Occulta Philosophia Libri Tres), 1533.
- , 1575.
- , 16. vek
- , 17. vek

Početkom 17. veka se pojavljuju prvi štampani grimorijumi, sa čim takva literature postaje dostupnija širem krugu obrazovanih ljudi.

### 18. i 19. vek
U prkos pojavi prosvetiteljstva, razvoju nauke i racionalizma, verovanja u Magiju i Veštičarenje su preživela u Evropi. U ovom vremenu nastaju i neki novi Magijski tekstovi koji većinom imaju težnju da postave vreme svog postanka u dalju prošlost da bi dobili na verodostojnosti i auru tajanstvenosti:
- Petit Albert, 18. vek.
- Crna Kokoška, 18. vek.
- , navodno štampana 1517, ipak stvorno potiče iz 18. veka.
- Enchiridion Leonis Papae, 1749.
- Šesta i Sedma Knjiga Mojsijeva, 18. ili 19. vek.
-, 18. ili 19. vek.
- Mag, Nebeski Izveštač, autora Francisa Bareta iz 1801. godine.
- Veliki Grimorijum, navodno izdan 1522. godine, ali verojatno nije nastao pre 19. veka.
- Knjiga Svetog Ciprijana, teži ka 1510. godini kao godini štampanja, ali prvi spomen na tu knjigu se javlja tek 1802. godine.[6]

### 20. vek
U 20. veku je, takođe, zabeležena pojava određenih Magijskih priručnika, ali i prva navala brojnih savremenih grimorijuma.
Neke od važnijih knjiga iz ovog doba jesu:
- Tajni Turijelov Grimorijum.
- Nekronomikon, grimorijum iz romana Hauarda Filipsa Lavkrafta.
- Simonov Nekronomikon, nastao po uzoru na onaj iz romana Hauarda Filipsa Lavkrafta.
- Knjiga senki, Vikanski grimorijum autora Džeralda Gardnera

## Literatura
- Davies, Owen, Grimoires, A History of Magic Books, Oxford University Press, New York, 2009..  978-0-19-920451-9.
- Havens, Nigel, Tradicija čarobnjaštva, Nova Arka, Zagreb, 1996.  953-6123-31-2
- Knight, Thomas H., Magija, Zagrebačka naklada, Zagreb, 2001.  953-6234-91-2

## Spoljašnje veze
- - zbirka Magijskih rukopisa i knjiga u PDF formatu